# Telemark smučanje
Telemark smučanje je izraz za smučanje, v kateri smučar uporablja t. i. Telemarkov zavoj, ki ga je prvi uporabljal Norvežan Sondre Norheim. Nekateri tehniko imenujejo »smučanje proste pete«. Podobno je alpskemu smučanju, le da je smučarski čevelj pripet le pri prstih, podobni kot pri teku na smučeh.  Ko smučar naredi zavoj, pri notranji nogi dvigne peto in pokrči, zunanjo pa pokrči kot pri normalnem smučanju. Smuči so v vzporednem položaju. Približno 50 do 80 % teže prenaša zunanja noga, mnogo pa je odvisno od snežnih razmer.

## Zgodovina
Telemarkov zavoj se je pojavil na Norveškem leta 1868, ko je Sondre Nordheim na tekmi smučarskih skokov skok zaključil s pristankom v telemark. Nordheimova tehnika je kmalu začela prevladovati v smučanju, v prvem desetletju 20. stoletja so vse prvine smučanja temeljile na telemarku. Zatem je to smučanje zamrlo.
Tehnika se je poimenovala po norveškem kraju Telemark, ki je nedaleč od norveškega glavnega mesta, Osla.

## Ponovno odkritje telemarka
V sedemdesetih letih se je tehnika telemark ponovno pojavila v ZDA. Mnogi so bili že naveličani stilizirane alpske tehnike, zato so našli novo obliko sprostitve v deskanju in ponovnem rojstvu telemarka. Zadeva se je hitro razširila v Kanado, Skandinavijo, pozneje pa še v Švico, Francijo, Avstrijo, Nemčijo, Italijo, tudi Slovenijo, različni viri pa omenjajo tudi Japonsko in Avstralijo.  Tehnika telemark je v zadnjem desetletju in pol močno napredovala, še zlasti z uporabo novih tehnologij ter novih materialov za izdelavo opreme. Bistvena značilnost te tehnike, prosta peta in osnovni zavoj s poklekom, pa tudi v 21. stoletju ostaja nespremenjena. Še več, izpopolnjena tehnika smučanja v kombinaciji s sodobno, modificirano opremo daje telemarkerju možnost hitrega vijuganja, akrobatskih skokov, smučati je mogoče na vseh terenih.

## Oprema

### Smuči
Telemark smuči so podobne alpskim smučem, mnogi za smuko uporabljajo kar te. S časom so telemark smuči postale širše.

### Čevlji
V uporabi so še zmeraj usnjeni, sedaj pa prevladujejo čevlji iz trpežnega polimerja. 

### Vezi
Vezi držijo čevelj ne smučki samo pri prstih. Najstarejša verzija vezi se imenuje vez treh zaponk, tako da se je smučar lahko odločil na kateri zaponki bo imel pritjen čevelj. 